# Kazimierz Karpiński (rzeźbiarz)

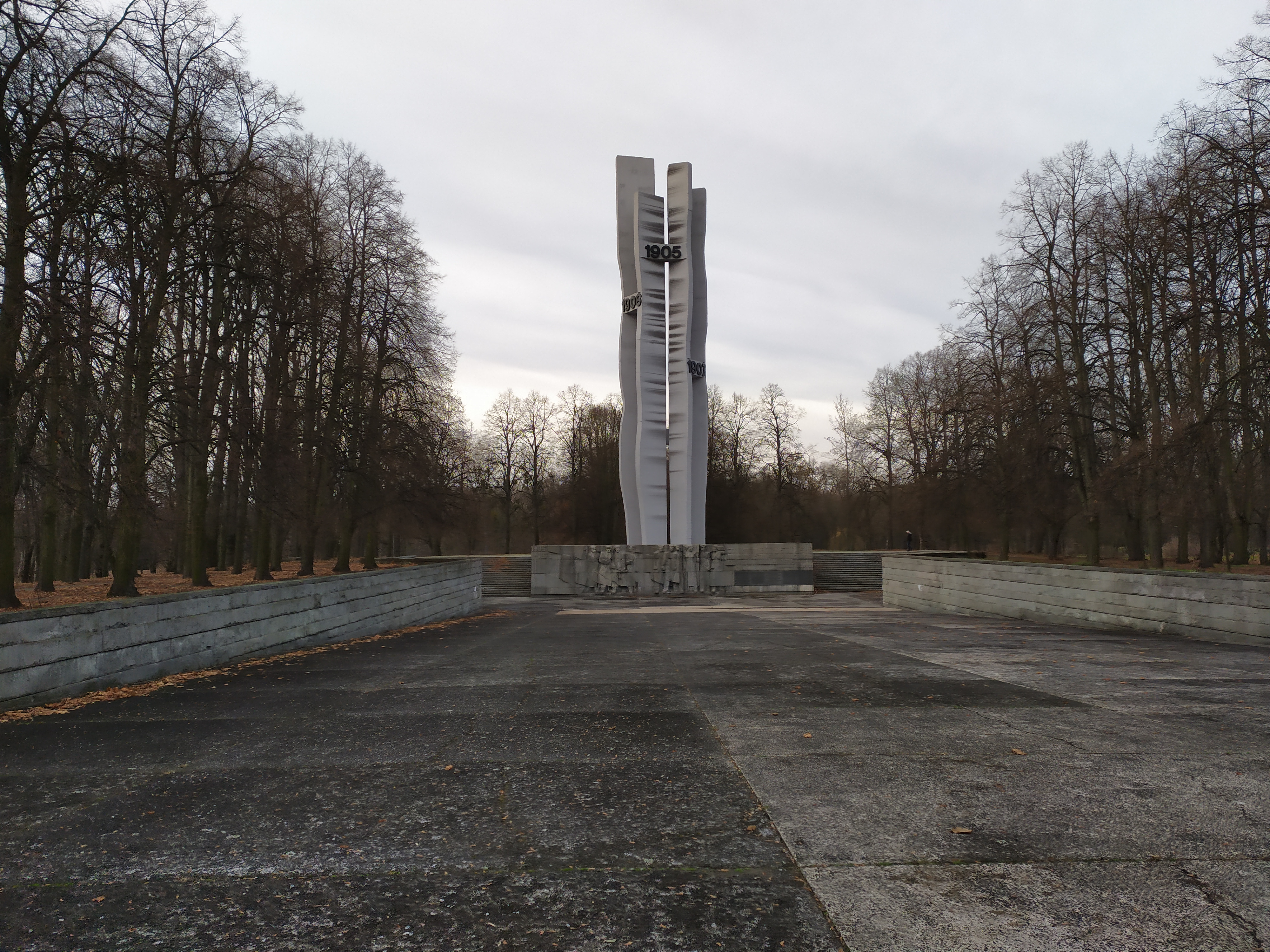
Pomnik Czynu Rewolucyjnego w Łodzi Kazimierza Karpińskiego (1973)

Kazimierz Karpiński (ur. 11 października 1942 w Czarnocinie) – polski rzeźbiarz, profesor Akademii Sztuk Pięknych w Łodzi, autor wielu rzeźb w przestrzeni miasta Łodzi.

## Życiorys
W młodości uczęszczał do szkoły podstawowej i średniej w Łodzi, następnie ukończył studia w Państwowej Wyższej Szkole Sztuk Plastycznych w Łodzi w 1966 r., gdzie uczył się malarstwa Stefana Wegnera i rzeźby u Mieczysława Szadkowskiego. Od 1974 r. pracuje w Akademii Sztuk Pięknych w Łodzi na Wydziale Grafiki i prowadzi pracownię rzeźby. W 1971 otrzymał stypendium Ministra Kultury i Sztuki.
Jest mężem Ewy Tyc-Karpińskiej.

## Ważniejsze realizacje
- Pomnik Czynu Rewolucyjnego w Łodzi – Park na Zdrowiu w Łodzi (1975, współautor[5]: Wacław Wołosewicz[3]),
- Fronton Muzeum Martyrologii na Radogoszczu w Łodzi (1976),
- Pomnik Stanisława Staszica w Łodzi – Park Stanisława Staszica w Łodzi (1983),
- Pomnik Żołnierzy AK i Szarych Szeregów na cmentarzu komunalnym w Pabianicach (1987),
- Rzeźba „Macierzyństwo” w hallu Szpitala Centrum Zdrowia Matki Polki w Łodzi (1988),
- Pomnik Aleksandra Kamińskiego w Parku Staromiejskim w Łodzi (2006),
- Rzeźba Chrystusa w ołtarzu głównym Kościoła Chrystusa Króla w Łodzi (2006)[5].

## Nagrody
- I nagroda w konkursie na pomnik Martyrologii Dzieci (1968, współautorka: Ewa Tyc)[6][3],
- I nagroda w konkursie na rzeźbę łódzkiego okręgu ZPAP (1968, 1969).
- nagroda specjalna ZPAP dla młodego malarza (1969),
- Nagroda Przewodniczącego WRN w Gdańsku na ogólnopolskiej wystawie rzeźby I malarstwa w Sopocie (1970),
- medal na wystawie rzeźby młodych w Krakowie (1971),
- II nagroda w konkursie na pomnik Czynu Rewolucyjnego (1973)[3]
- Grand Prix i I nagroda na IV międzynarodowym biennale „Sport w sztukach pięknych” w Madrycie (1973) za rzeźbę „Następny rekordzista”[7],
- II nagroda w konkursie na pomnik upamiętniający walkę proletariatu łódzkiego (1973, zespół: Ewa Tyc-Karpińska, Jan Szklarek)[8]

## Odznaczenia
- 1978 – Odznaka „Zasłużony Działacz Kultury”[9]
- 2013 – Srebrny Medal „Zasłużony Kulturze Gloria Artis”[10]